# ジャレッド・フェルナンデス
ジャレッド・ウェイド・フェルナンデス（Jared Wade Fernandez , 1972年2月2日 - ）は、アメリカ合衆国ユタ州出身のプロ野球選手（投手）。

## 経歴
1994年、ボストン・レッドソックスに入団。
2001年にシンシナティ・レッズへ移籍すると、同年9月19日にメジャーデビューを果たす。
2003年と2004年はヒューストン・アストロズ、2006年はミルウォーキー・ブルワーズでメジャー登板している。
2007年広島東洋カープに入団。また、入団当時はナックルボーラーとして話題となった。4月8日の東京ヤクルトスワローズ戦で来日初登板初先発を果たすが、5回途中10失点で敗戦投手になる。4月28日の阪神タイガース戦でロングリリーフし4回無失点、日本球界での初勝利を挙げる。5月4日の阪神戦では先発での初勝利（2勝目）を記録。しかし、年間では防御率6点台の成績に終わり、この年限りで退団となった。
2022年10月、同じナックルボーラーであるカープの坂田怜を指導するため、宮崎フェニックスリーグで坂田専属の臨時投手コーチを務めた。

## 人物
- 1996年はタイロン・ウッズと、1998年はアンディ・シーツとチームメイトだった。またレッドソックス時代には大家友和とチームメイトであった。
- 「日本で会いたい３人」として中学時代から映画をよく見ていたという千葉真一を挙げており、将来は映画プロデューサーになるのが目標[3]。千葉以外には東国原英夫と王貞治を挙げ、彼らと対面を切望していたが、王と東国原には会うことができた[3]。

## プレースタイル
- 得意球は投球の8割～9割を占めた100km/ｈ程度の揺れるナックル[1][4]。いわゆる「フルタイム・ナックルボーラー」である。また、牽制球も得意とした。

## 詳細情報

### 年度別投手成績
| 年 度    | 球 団    | 登 板 | 先 発 | 完 投 | 完 封 | 無 四 球 | 勝 利 | 敗 戦 | セ 丨 ブ | ホ 丨 ル ド | 勝 率 | 打 者 | 投 球 回 | 被 安 打 | 被 本 塁 打 | 与 四 球 | 敬 遠 | 与 死 球 | 奪 三 振 | 暴 投 | ボ 丨 ク | 失 点 | 自 責 点 | 防 御 率 | W H I P |
| -------- | -------- | ----- | ----- | ----- | ----- | -------- | ----- | ----- | -------- | ----------- | ----- | ----- | -------- | -------- | ----------- | -------- | ----- | -------- | -------- | ----- | -------- | ----- | -------- | -------- | ------- |
| 2001     | CIN      | 5     | 2     | 0     | 0     | 0        | 0     | 1     | 0        | 0           | .000  | 57    | 12.1     | 13       | 1           | 6        | 0     | 2        | 5        | 1     | 0        | 9     | 6        | 4.38     | 1.54    |
| 2002     | CIN      | 14    | 8     | 0     | 0     | 0        | 1     | 3     | 0        | 0           | .250  | 231   | 50.2     | 59       | 5           | 24       | 1     | 3        | 36       | 3     | 0        | 31    | 25       | 4.44     | 1.64    |
| 2003     | HOU      | 12    | 6     | 0     | 0     | 0        | 3     | 3     | 0        | 0           | .500  | 161   | 38.1     | 37       | 2           | 12       | 2     | 2        | 19       | 3     | 0        | 17    | 17       | 3.99     | 1.28    |
| 2004     | HOU      | 2     | 1     | 0     | 0     | 0        | 0     | 0     | 0        | 0           | ----  | 14    | 1.0      | 6        | 0           | 5        | 0     | 0        | 0        | 0     | 0        | 6     | 6        | 54.00    | 11.00   |
| 2006     | MIL      | 4     | 0     | 0     | 0     | 0        | 0     | 0     | 0        | 0           | ----  | 31    | 6.1      | 11       | 2           | 1        | 0     | 0        | 1        | 0     | 0        | 7     | 7        | 9.95     | 1.89    |
| 2007     | 広島     | 30    | 11    | 0     | 0     | 0        | 3     | 8     | 0        | 2           | .273  | 410   | 92.1     | 117      | 16          | 34       | 1     | 1        | 33       | 0     | 2        | 68    | 62       | 6.04     | 1.64    |
| MLB：5年 | MLB：5年 | 37    | 17    | 0     | 0     | 0        | 4     | 7     | 0        | 0           | .364  | 494   | 108.2    | 126      | 10          | 48       | 3     | 7        | 61       | 7     | 0        | 70    | 61       | 5.05     | 1.60    |
| NPB：1年 | NPB：1年 | 30    | 11    | 0     | 0     | 0        | 3     | 8     | 0        | 2           | .273  | 410   | 92.1     | 117      | 16          | 34       | 1     | 1        | 33       | 0     | 2        | 68    | 62       | 6.04     | 1.64    |

### 記録
投手記録
- 初登板・初先発：2007年4月8日、対東京ヤクルトスワローズ3回戦（明治神宮野球場） 、5回2/3を10失点で敗戦投手
- 初奪三振：同上、3回裏にアレックス・ラミレスから見逃し三振
- 初勝利：2007年4月28日、対阪神タイガース4回戦（広島市民球場）、4回表に2番手で救援登板、5回無失点
- 初先発勝利：2007年5月4日、対阪神タイガース7回戦（阪神甲子園球場）、5回2/3を4失点
- 初ホールド：2007年8月29日、対阪神タイガース19回戦（阪神甲子園球場）、6回裏に2番手で救援登板、3回無失点

打撃記録
- 初安打：2007年8月18日、対阪神タイガース16回戦（京セラドーム大阪）、5回表に能見篤史から中前安打

### 背番号
- 54 （2001年）
- 53 （2002年）
- 56 （2003年）
- 41 （2003年 - 2004年）
- 50 （2006年）
- 48 （2007年）